# سيكورسكي إتش-34
سيكورسكي إتش-34 كانت مروحية عسكرية تم تصميمها من قبل شركة سيكورسكي للطائرات للبحرية الأمريكية كمروحية مضادة للغواصات. وهي مروحية خدمت في جميع القارات، وفي قوات عسكرية تابعة لخمس وعشرين دولة.